# スタディオン・ヴォジュドヴァツ
スタディオン・ヴォジュドヴァツ（Stadion Voždovac）は、セルビア・ベオグラードのヴォジュドヴァツ地区にあるサッカー専用スタジアム。FKヴォジュドヴァツがホームスタジアムとして使用している。

## 概要
2011年にそれまでFKヴォジュドヴァツがホームスタジアムとして使用していた収容人数6,000人のスタディオン・デヤン・マイッチを取り壊して建設工事がスタートした。
このスタジアムは4階建てのショッピングセンターの屋上に相当する場所に建設された世界的にも類を見ない立地のスタジアムである。しかし、4つのスタンド全てに屋根があり、UEFAの主催するUEFAチャンピオンズリーグやUEFAヨーロッパリーグを開催できる基準を満たしている。そのショッピングセンターには多くの専門店や映画館、レストラン、2階建ての駐車場などが併設されているが、混雑を避けるためにショッピングセンターとスタジアムへのアクセスは別々に整備されている。

## 開催された主なイベント
- 国際Aマッチ (女子)

| 日付           | ホームチーム | 結果 | アウェーチーム | ラウンド                          |
| -------------- | ------------ | ---- | -------------- | --------------------------------- |
| 2017年11月24日 | セルビア     | 1-2  | スペイン       | 2019 FIFA女子ワールドカップ・予選 |